# USS Bristol (DD-453)
Эскадренный миноносец «Бристоль» (англ. USS Bristol (DD-453)) — американский эсминец типа Bristole.
Заложен на верфи Federal Shipbuilding, Кирни, Нью-Джерси 20 декабря 1940 года. Спущен 25 июля 1941 года, вступил в строй 22 октября 1941 года. Выведен в резерв 3 мая 1946 года.
13 октября 1943 года потоплен германской подводной лодкой «U-371» близ Алжира.
Из ВМС США исключён 26 октября 1943 года.